# HTV-8
HTV-8, eller Kounotori 8 (japanska: こうのとり8号機), var Japans åttonde H-II Transfer Vehicle, den sköts upp 24 september 2019, med en H-IIB raket. Ombord fanns bland annat förnödenheter, experiment och reservdelar. Farkosten anlände till Internationella rymdstationen den 28 september 2019 och dockades med stationen, med hjälp av Canadarm2.
Farkosten lämnade stationen den 1 november 2019. Den brann som planerat upp i jordens atmosfär den 3 november 2019.
Farkostens japanska namn kounotori betyder "amurstork".